# Gioia
Gioia – stacja metra w Mediolanie, na linii M2. Znajduje się na via Melchiorre Gioia, w Mediolanie i zlokalizowana jest pomiędzy stacjami Centrale, a Porta Garibaldi. Została otwarta w 1971.